# 祁地七縣
祁地七縣是指春秋後期，位於今天山西省中部一帶的七個縣。前514年，晋国滅祁氏，分其地為七縣，因而得名。
這七個縣為：
- 鄔縣：今介休市、靈石縣一帶。
- 祁縣：今祁縣。
- 平陵縣：今平遙縣、文水縣一帶。
- 梗陽縣：今清徐縣、交城縣一帶。
- 馬首縣：今壽陽縣。
- 盂縣：今盂縣。
- 涂水縣：今榆次區、太谷縣一帶。